# Rumänska köket

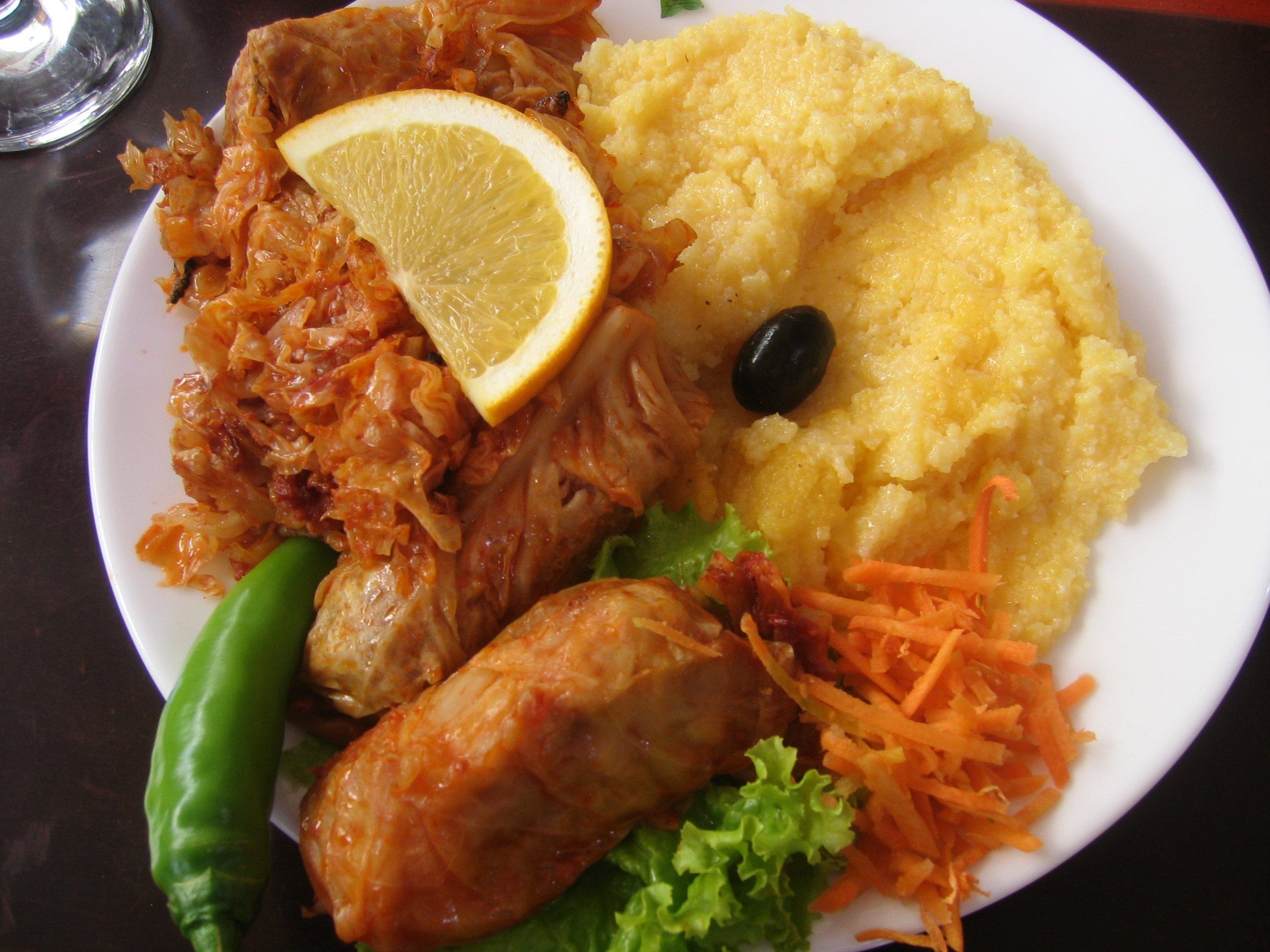
En tallrik sărmăluţe cu mămăligă, en populär rumänsk maträtt med fyllda vitkålsrullar, sauerkraut och mamaliga (majsgröt).

Rumänska köket är en blandning av olika rätter från flera olika traditioner som har mötts, även om köket fortfarande har sin egen karaktär. Köket är influerat av det osmanska riket, men har även influenser från andra närliggande länder, såsom tyska köket, serbiska köket och ungerska köket.
Ganska olika slags rätter inkluderas ibland under ett samlingsbegrepp. Exempelvis inkluderar ciorbă ett antal olika soppor med en karaktäristiskt sur smak. De kan vara kött- eller grönsakssoppor, av magar och kalvfötter, såväl som fisksoppor, som alla syras med citronjuice, sauerkrautjuice, vinäger eller traditionellt med borş, fermenterat vetekli. Ţuică är ett samlingsbegrepp för en stark spritdryck i Rumänien, drycken finns under andra namn i andra länder.